# Сейс-Лагос
Сейс-Лагос — найбільше у світі ніобієве родовище. Бразилія. Але воно розташоване на території національного парку "Morro dos Seis Lagos Biological Reserve" і не буде розроблятися в найближчі десятиріччя.
Запаси 80 млн т Nb. Вартіть млрд US$ 1,4.